# Émile Mayer
Pour les articles homonymes, voir Mayer.
Émile Mayer (né à Nancy le 8 mai 1851 et mort à Paris le 25 novembre 1938) est un officier supérieur français, connu pour ses idées sur la mécanisation des armées modernes, notamment sur le rôle prépondérant que devaient jouer l'aviation et les véhicules blindés, idées qui inspirèrent Charles de Gaulle.

## Un militaire non-conformiste
Issu d'une famille juive de Lorraine assimilée (son père était inspecteur général des Poudres à Angoulême), petit-fils de Michel Goudchaux, il reçut des cours privés de la part d'Émile Boutmy. Reçu à l'École polytechnique en 1871, promu capitaine à l'âge de vingt-huit ans, il fut chargé d'un enseignement de balistique. À partir de 1889, il se mit à publier des articles de théorie militaire qui allaient à l'encontre des thèses officielles. Il y soutenait notamment que les guerres de l'avenir seraient non pas, comme on le pensait alors, des guerres de mouvement fondées sur des tactiques d'offensive à outrance, mais des “guerres d'immobilité” où l'on verrait les armées s'enterrer, clouées au sol.
Ces conceptions prophétiques mais hérétiques valurent au capitaine Mayer d'attendre dix-sept ans avant de passer dans le grade supérieur. Le plus important de ces articles, “Quelques idées françaises sur la guerre de l'avenir”, paru en 1902 dans la Revue militaire suisse, sera exhumé en 1915, en pleine guerre de tranchées, par le journal le Temps, et vaudra à son auteur une célébrité soudaine.

## Une mise à l'écart progressive
Mis en cause durant l'Affaire Dreyfus par le journal le Gaulois ainsi que par un député de droite à la Chambre, pour ses prises de position critiques à l'égard de l'état-major et de la justice militaire, Mayer fut mis d'office en non-activité en 1899, avec “retrait d'emploi”. 
Il ne fut réintégré dans l'armée qu'en 1908 avec le grade de lieutenant-colonel, sur l'intervention du général Picquart, ministre de la Guerre. En 1912, il fut versé dans la réserve.

De 1907 à 1914, Mayer tint la rubrique militaire de l'Opinion, dans laquelle il continua d'affirmer des vues originales, critiquant les grands "pontes" de l'armée et se liant même avec Jaurès avec qui il discuta des principes de L'Armée nouvelle. 

Ayant repris du service en 1914, il commanda l'artillerie de la zone ouest du camp retranché de Paris et eut la douleur de perdre ses deux fils, tués dès les premiers mois de la guerre. Mis définitivement à la retraite à la suite de la saisie par la censure d'une lettre non-conformiste adressée à un ami prisonnier, il donna des articles dans les journaux l'Œuvre ou la Lumière, publia des ouvrages d'histoire-fiction ainsi qu'un livre intitulé Trois maréchaux, portraits au vitriol des chefs militaires de la guerre (Joffre, son ancien condisciple au Lycée Charlemagne, Foch, son camarade de promotion à l'“X”, Galliéni...).

## Au centre d'un cercle de réflexion
Les vingt dernières années de sa vie, Mayer les consacra à multiplier les avertissements, à tenter de convaincre les gouvernements de « jouer à fond la carte de l'aviation ». À partir de 1930, il constitua autour de lui un cénacle de fidèles, civils ou militaires, qui se réunissait le dimanche matin au domicile de sa fille et de son gendre Paul Grunebaum-Ballin, boulevard Beauséjour, où il s'installa après la mort de sa femme. 
Là, et plus souvent encore, le lundi, à la Brasserie Dumesnil, il discuta longuement de stratégie avec Charles de Gaulle qui y défendit ses idées prophétiques en matière de stratégie militaire et d'armement. Le lieutenant-colonel Mayer rendit hommage à ces thèses dans les colonnes de la Lumière, le journal de Georges Boris ; avec son gendre Grunebaum-Ballin, il fit se rencontrer de Gaulle et Léon Blum, mais sans résultat. La dernière année de sa vie, il corrigea les épreuves de La France et son armée. 
Mayer se lia également d'amitié avec Roger Martin du Gard, qui lui soumit les manuscrits de Jean Barois et des Thibault pour conseils et corrections, et avec lequel il échangea une importante correspondance entre 1922 et 1938. Il fut, avec Lyautey, l'un des modèles du lieutenant-colonel de Maumort, personnage de Martin du Gard. 
La mort de ce vieux militaire au destin manqué fut à l'image de sa personnalité d'exception : pris d'un malaise le 28 novembre 1938, il écrivit dans son carnet « aujourd'hui, ma mort » et s'éteignit dans la soirée.

## Distinctions
- Officier de la Légion d'honneur (décret du 3 aout 1909). Il est fait officier le 21 aout 1909 par le général Taverna. Il est nommé chevalier en 1893.

## Ses écrits
Auteur de 3 000 articles, d'une quinzaine d’essais  militaires et même d'un roman d'histoire-fiction (Le Ministère Fidicz ).
- Mémoires inédits d’Émile Mayer :Trois quarts de siècle, rédaction interrompue vers 1895.
- Comment on pouvait prévoir l'immobilisation des fronts, Revue militaire Suisse, mai 1902, réédité en broché en 1916[3].
- La psychologie du commandement, Flammarion, Bibliothèque de philosophie scientifique, 1924
- Émile Mayer, Trois maréchaux Joffre, Galliéni, Foch, Paris, Gallimard, coll. « Documents bleus » (no 2), 1928, 235 p. (OCLC 491743503).
- Émile Mayer, Nos Chefs de 1914 : souvenirs personnels et essais de psychologie militaire, Paris, Stock, 1930, 316 p. (OCLC 457536935).